# Попов Богдан Олександрович
Попов  Богдан Олександрович (нар. 8 жовтня 1940, м. Перм, Росія — пом. 8 березня 2002, м. Львів, Україна) — український науковець у галузі обчислювальної та прикладної математики. Доктор фізико-математичних наук (1988), професор (1996), завідувач відділу обчислювальних методів і систем перетворення інформації Фізико-механічного інституту НАН України, м. Львів. Член-кореспондент Міжнародної академії комп’ютерних наук і систем. 

## Життєпис
Українець за національністю. 1958 закінчив середню школу, 1963 — з відзнакою механіко-математичний факультет Львівського державного університету. З 1965 року працював на посаді інженера Фізико-механічного інституту НАН України, м. Львів. Упродовж 1968—1970 років навчався в заочній аспірантурі. З 1970 року — кандидат фізико-математичних наук, перейшов на посаду молодшого наукового співробітника у цьому ж інституті. З 1979 отримав вчене звання старшого наукового співробітника за спеціальністю “Математична кібернетика”.
В 1988 році захистив докторську дисертацію “Рівномірне наближення сплайнами: властивості, алгоритми, застосування”, за спеціальністю “Обчислювальна математика”. З 1989 працював провідним науковим співробітником, за сумісництвом працював на посаді професора Львівського держуніверситету. З 1993 – завідувач лабораторії, а з 1996 – завідувач відділу обчислювальних методів і систем перетворення інорфмації Фізико-механічного інституту НАН України. У цьому ж році отримав звання професора за спеціальністю “Математичне моделювання та обчислювальні методи в наукових дослідженнях”, обраний членом-кореспондентом Міжнародної академії комп’ютерних наук і систем.

## Наукова діяльність
Тематика наукових робіт — розроблення й дослідження обчислювального процесу та алгоритмічного забезпечення комп’ютерних систем. Автор понад 300 наукових праць, серед них 13 книг. Найбільш вагомим науковим результатом слід напевно вважати отримані аналітичні вирази для явного обчислення похибок наближення функцій без розв’язку задачі чебишовського наближення, які дозволяють обчислити похибки апроксимації функцій.Одне з важливих застосувань створеної теорії рівномірного наближення сплайнами – розробка обчислювальних алгоритмів для швидкої лічби елементарних і спеціальних функцій. Вони широко використовуються при розробці математичного забезпечення комп’ютерних мікропроцесорних систем, служать базою оптимального синтезу обчислювально-перетворювальних ланцюгів, спецпроцесорів і т. ін.

Основні праці

1.	Попов Б.А., Теслер Г.С. Приближение функцій для технических приложений. – К.: Наукова думка, 1980. –352 с.

2.	Попов Б.О. Равномерное приближение сплайнами. – К.: Наукова думка, 1989. – 272 с.

3.	Попов Б.А., Теслер Г.С. Вычисление функций на ЭВМ.Справ. – К.: Наукова думка, 1984. –600 с.

4.	Попов Б.О. Чисельні методи рівномірного наближення сплайнами. Львів: Львівський держуніверситет, 1992. – 92 с.

5.	Попов Б.О. Аналітичні методи в обчислювальній математиці // Відбір і обробка інформації. – 2001. – Вип. 15(91). – С. 96–35.

6.	Попов Б.О. Розв’язування математичних задач у системі комп’ютерної алгебри Maple V. Київ: VIP, 2001. – 312 c.

7.	B.A. Popov, D.E.G. Hare. Using Computer Algebra to Construct Function Evaluation Methods. MapleTech, Vol. 3, No 3, 1996. - P. 18-23. 